# Fosforina

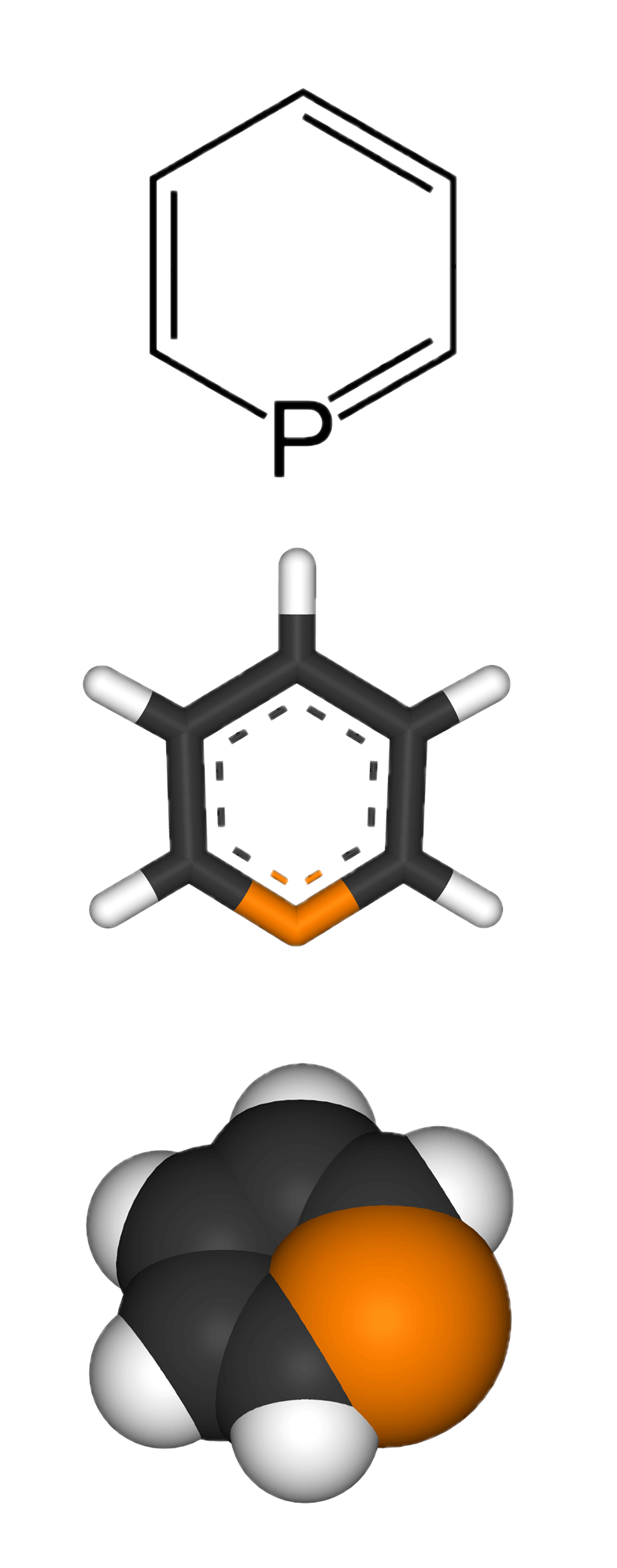
Estrutura da fosforina

Fosforina é um análogo pesado do benzeno contendo um átomo de fósforo no lugar de uma ramificação CH, então é considerada como um análogo de elemento da piridina. É também chamada fosfinina ou fosfabenzeno e pertence a classe dos fosfaalquenos. Fosforina é um composto orgânico aromático com 88% da aromaticidade do benzeno. A distância de ligação P-C é 173 pm e as distâncias de ligação C-C situam-se em torno de 140 pm  e mostram pequena variação. Apesar do nome similar, não é relacionado a fosfina.